# WRBB
Koordinaten: 42° 21′ 30″ N, 71° 3′ 35″ W
WRBB (Branding: Boston’S Spice) ist ein US-amerikanisches, nichtkommerzielles Lokalradio aus Boston im US-Bundesstaat Massachusetts. Eigentümer und Betreiber ist die Northeastern University. WRBB ist auf der UKW-Frequenz 104,9 MHz empfangbar.